# آروناچالام (فیلم)
آروناچالام (به تامیلی: Arunachalam) فیلمی محصول سال ۱۹۹۷ و به کارگردانی سوندار سی است. در این فیلم بازیگرانی همچون راجینیکانت، سونداریا، رمبها ایفای نقش کرده‌اند.